# Sony Xperia Z

El Sony Xperia Z (C6603) es un teléfono inteligente de alta gama desarrollado por la empresa japonesa Sony Mobile Communications que dispone del sistema operativo Android 4.3 Jelly Bean. El teléfono fue anunciado por Sony en CES 2013 y fue puesto en el mercado el 9 de febrero de 2013 en Japón y 1 de marzo de 2013 en Singapur y el Reino Unido. El Xperia Z inicialmente disponía del sistema operativo Android 4.1.2 (Jelly Bean). Es resistente al agua (IP55 e IP57) y al polvo (IP55), lo que permite una inmersión bajo 1 metro de agua hasta por 30 minutos, y cuenta con una Cámara Exmor RS de 13 megapíxeles con enfoque automático y flash y una cámara frontal Exmor R de 2.2 megapíxeles (1080p), englobados en el Diseño 'Omni-balance' de Sony.
Junto con el teléfono, Sony dio a conocer una variante llamada Sony Xperia ZL que utiliza el mismo hardware que el Xperia Z, pero sacrifica resistencia al agua y al polvo para un marco más pequeño, un botón físico cámara y un receptor de infrarrojos. En junio de 2013 Sony presentó una versión phablet de Xperia Z, llamada Sony Xperia Z Ultra. Su sucesor, el Sony Xperia Z1, fue lanzado el 20 de septiembre de 2013.

## Diseño

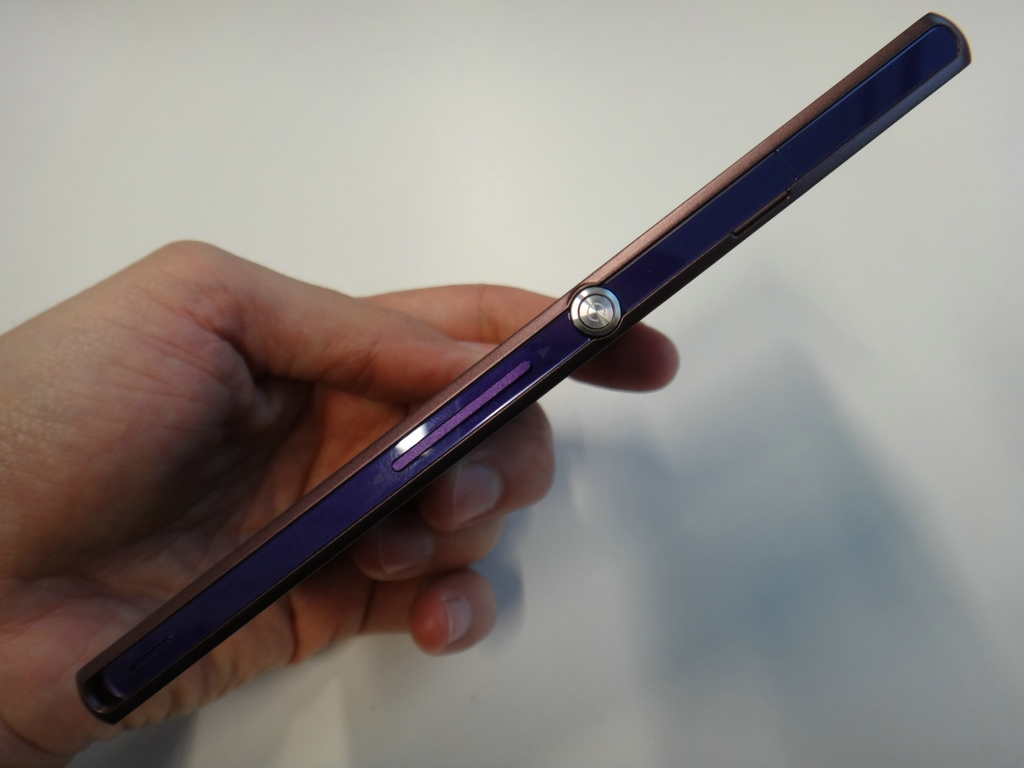
Sony Xperia z

El Xperia Z tiene forma de losa rectangular que marca un alejamiento del diseño de Sony en 2012. El diseño es "Omni-Balance", según Sony, que se centra en crear equilibrio y simetría en todas las direcciones. El Xperia Z ha redondeado sutilmente los bordes y superficies lisas y refractantes en todos lados, que se mantienen unidas por un marco de esqueleto hecho de fibra de vidrio templado. El vidrio está cubierto por una película irrompible en el frente y atrás. El botón de encendido de aluminio se coloca en el lado derecho del dispositivo. El teléfono está disponible en tres colores; negro, blanco y morado.

## Hardware
Las dimensiones del teléfono son de 139 x 71 x 7,9 mm y su peso es de 146 gramos (incluyendo la batería). Viene con una batería de Lithium-ion, con capacidad de 2330 Ah.
El Xperia Z cuenta con una cámara trasera de 13,1 megapíxeles con un sensor Exmor RS, flash, estabilizador de imagen, HDR, detección de rostros (con reducción de ojos rojos), Sweep Panorama, el reconocimiento de escena y zum digital de 16x, y una cámara frontal de 2,2 megapíxeles con un sensor Exmor R. Ambas cámaras pueden grabar vídeo a 1080p. Fue el primer teléfono en ofrecer vídeo HDR. 
El teléfono inteligente cuenta con una pantalla táctil capacitiva con un tamaño de 5 pulgadas, y su resolución es de 1920x1080 píxeles (1080p) con 443 ppi, con 16 millones de colores. La pantalla utiliza el Mobile Bravia Engine 2 para mejorar la imagen. Además de esto, el Xperia Z tiene un Qualcomm Snapdragon S4 Pro chipset, 2 GB de memoria RAM, memoria flash de almacenamiento de 16 GB interna (aproximadamente 11 GB disponibles para el usuario) y una ranura para tarjetas microSD que admite tarjetas de hasta 64 GB.
El Xperia Z cuenta con un conector de audio de 3,5 mm para auriculares, GPS y soporte GLONASS, Bluetooth 4.0, Wi-Fi, HDMI (a través de MHL), MirrorLink 1.0, Miracast y NFC, además de estar certificado DLNA. En Japón, también cuenta con un receptor de infrarrojos.
Tanto la parte frontal como la posterior del teléfono están fabricadas con cristal "Gorilla Glass" por Asahi Glass Co.  El Sony Xperia Z es resistente al polvo y al agua pudiendo funcionar bajo ésta, durante 30 minutos.

## Software
El Xperia Z originalmente utilizaba Android 4.1.2 Jelly Bean con algunas aplicaciones adicionales, como las aplicaciones de Sony (Walkman, Álbum y Películas). El dispositivo recibió una actualización, el 24 de junio de 2013, con Android 4.2.2 Jelly Bean. En diciembre de 2013, la actualización de Android 4.3 Jelly Bean se lanzó para los dispositivos Xperia Z. En mayo de 2014, la actualización de Android 4.4.2 KitKat, y más tarde, en septiembre de 2014, Android 4.4.4 KitKat. 
El 16 de octubre de 2014, Sony informó que actualizaría toda la línea de dispositivos Xperia Z, a Android 5.0 Lollipop, para principios de 2015. Finalmente se cumplió al comienzo del verano de 2015, y más tarde, en septiembre se actualizó a la que sería su última y definitiva versión, la 5.1.1. Se confirma de esta manera la apuesta de Sony por seguir prestando servicio a su catálogo de móviles de alta gama con posterioridad incluso a los dos años desde el lanzamiento al mercado del terminal, algo inhabitual en el sector.

## Recepción y ventas
El Xperia Z ha recibido críticas positivas por parte de los críticos. Damien McFerren de CNET dio al teléfono 4 estrellas y media de cinco y dijo "El Sony Xperia Z combina el aspecto, el poder y la conectividad para suministrar una de las experiencias más impresionantes Android que hemos visto en bastante tiempo. La falta de Android 4.2 en el lanzamiento es lamentable y la pantalla de 5 pulgadas no va para todos los gustos, pero hay poco espacio para la queja en otro lugar. Esto es fácilmente el mejor teléfono de Sony, y uno de los mejores teléfonos Android".
Android Central también dio el teléfono una crítica positiva diciendo "Para los fans de Android, el Sony Xperia Z fue uno de los aspectos más destacados de un bastante tranquilo CES. A 5 pulgadas, 1080p, con un nuevo lenguaje de diseño audaz y nueva tecnología de cámaras, la Xperia Z fue probablemente el teléfono más atractivo del espectáculo. Y sólo un par de meses más tarde, ahora está disponible para comprar en el Reino Unido. Sin lugar a dudas el nuevo bebé de Sony Mobile es uno de los más grandes teléfonos Android".
Al igual que los críticos, las reacciones de la audiencia a que el teléfono ha sido muy positiva. En CES 2013, el Xperia Z ganó los premios "Mejor Smartphone" y "Best of Show '. Según un ejecutivo de Sony, Mcdougall, las ventas tempranas Xperia Z han sido fuertes. Afirma: "El teléfono inteligente vendió más de 150.000 unidades en su primera semana en Japón, teniendo una cuota de mercado del 24 por ciento de inmediato." "Puede ser un poco demasiado pronto para decirlo, pero los primeros indicios son muy positivos".